# New Westminster—Burnaby—Maillardville
Pour les articles homonymes, voir New Westminster (homonymie) et Burnaby (homonymie).
Circonscription électorale fédérale du Canada
New Westminster—Burnaby—Maillardville (auparavant New Westminster—Burnaby (2013-2025)), est une circonscription électorale fédérale de la Colombie-Britannique située dans la région métropolitaine de Vancouver au sud-ouest de la province. 
La circonscription de New Westminster—Burnaby a été créée en 1987 avec des parties de Burnaby et New Westminster—Coquitlam. Abolie en 1996, elle est en grande partie fusionnée dans New Westminster—Coquitlam—Burnaby.
La circonscription réapparait lors du redécoupage de 2012 à partir des circonscriptions de Burnaby—New Westminster et de New Westminster—Coquitlam. À la suite du redécoupage de 2022, la circonscription est nommée New Westminster—Burnaby—Maillardville.

## Géographie
En 1987, la circonscription de New Westminster—Burnaby comprenait:
- La cité de New Westminster
- Une partie de la municipalité de Burnaby, délimitée par Kingsway, l'avenue Willingdon, la rue Grange, la rue Dover, l'avenue Royal Oak et la Route transcanadienne[3]

En 2015, la circonscription comprend:
- Une partie de la ville de Burnaby
- La ville de New Westminster[5]

Depuis 2025, la circonscription comprend:
- La ville de New Westminster
- Une partie de la ville de Burnaby
- Une partie de la ville de Coquitlam soit le quartier Maillardville (anciennement dans Port Moody—Coquitlam)[6].

Les circonscriptions limitrophes sont :
- au nord-ouest : Burnaby Central
- au nord-est : Port Moody—Coquitlam
- au sud-est : Surrey-Centre
- au sud : Delta
- au sud-ouest : Richmond-Est—Steveston
- à l'ouest : Vancouver Fraserview—Burnaby-Sud[7].

## Députés
1988-1997
| Législature                                                           | Années    | Député | Député       | Parti         |
| --------------------------------------------------------------------- | --------- | ------ | ------------ | ------------- |
| New Westminster—Burnaby issue de Burnaby et New Westminster—Coquitlam |           |        |              |               |
| 34e                                                                   | 1988–1993 |        | Dawn Black   | Néo-démocrate |
| 35e                                                                   | 1993–1997 |        | Paul Forseth | Réformiste    |
| Redistribuée dans New Westminster—Coquitlam—Burnaby                   |           |        |              |               |

2015-2025
| Législature                                                                              | Années        | Député | Député        | Parti         |
| ---------------------------------------------------------------------------------------- | ------------- | ------ | ------------- | ------------- |
| New Westminster—Burnaby issue de Burnaby—New Westminster et de New Westminster—Coquitlam |               |        |               |               |
| 42e                                                                                      | 2015–2019     |        | Peter Julian  | Néo-démocrate |
| 43e                                                                                      | 2019–2021     |        | Peter Julian  | Néo-démocrate |
| 44e                                                                                      | 2021–2025     |        | Peter Julian  | Néo-démocrate |
| New Westminster—Burnaby—Maillardville                                                    |               |        |               |               |
| 45e                                                                                      | 2025–en cours |        | Jake Sawatzky | Libéral       |

## Résultats électoraux
Modèle:Élection générale canadienne de 2025 — New Westminster—Burnaby—Maillardville
|       | Candidat         | Parti              | # de voix | % des voix |
|       | Chloe Ellis      | Conservateur       | +10 512,  | 19,97 %    |
|       | Sasha Ramnarine  | Libéral            | +15 253,  | 28,97 %    |
|       | (X) Peter Julian | NPD                | +22 876,  | 43,46 %    |
|       | Kyle Routledge   | Vert               | +02 487,  | 4,72 %     |
|       | Joseph Theriault | Marxiste-léniniste | +00146,   | 0,28 %     |
|       | Rex Brocki       | Parti libertarien  | +01 368,  | 2,6 %      |
| Total | Total            | Total              | 52 642    | 100 %      |